# منطقه ۱ شهرداری اصفهان
منطقه یک شهرداری اصفهان یکی از مناطق شهرداری اصفهان است، شهرداری منطقه یک از شمال به میدان جمهوری اسلامی در مسیر خیابان فروغی تا فلکه شهدا، از جنوب به میدان انقلاب در مسیر زاینده رود تا پل وحید، از شرق به میدان شهدا در مسیر خیابان چهارباغ تا میدان انقلاب و از غرب به پل وحید در مسیر بزرگراه شهید خرازی - سه راه اشرفی اصفهانی- خیابان خرم تا میدان جمهوری اسلامی محدود می‌شود.

## مساحت و جمعیت
مساحت آن ۸۱۰ هکتار است. جمعیت منطقه ۷۹٬۰۹۱ نفر است.

## حمل و نقل
سه ایستگاه مترو در این منطقه است.

## تاریخچه
اداره بنیاد شهید این منطقه بالاترین پرونده کشته جنگ ایران و عراق را دارد.

## لیست محلات منطقه
- صائب تبریزی[۶]
- عباس‌آباد
- لنبان
- شاهزاده ابراهیم
- بیدآباد نام دیگر آن داخل منابع عربی ویذآباد است، به آن شیش و بیدآباد و ده شیش هم می‌گفتند.
- درب کوشک
- جامی
- علی قلی آقا
- محله خلجا
- جوزدان
- الیادران

## مکان‌های تفریحی رفاهی
- برج جهان‌نما
- ده مسجد قدیمی و گورستان داخل این منطقه وجود دارد.[۱]
- لاین دوچرخه در این منطقه وجود دارد.[۷]
- زیرگذر خیابان مطهری[۸]
- پاتوق شهری در خیابان‌های جامی، شیخ بهایی[۹]

این منطقه ۷۹ مسجد و ۴ امامزاده، چهار پارک، ده محوطه بازی، هفت کتابخانه و نه مرکز فرهنگی، سه استخر و سه زمین ورزش دارد.
نهر نیاصرم از این منطقه رد شده‌است.

## زیرساخت
- ایستگاه آتش‌نشانی چهارباغ پایین حد فاصل دروازه دولت و چهارراه تختی
- گذرهای منتهی به چهارباغ[۹]
- سیستم شبکه لوله توزیع آب فضای سبز[۱۲]